# Cush Jumbo
Cush Jumbo (nacida el 23 de septiembre de 1985) es una actriz británica.

## Carrera
Nacida en Londres, hizo su debut cinematográfico en 2008 como Hannah en Harley Street. En 2009 es incluida en el elenco de Torchwood con el papel de Lois Habiba. Entre 2012 y 2016 entra en el elenco principal de la serie Vera donde interpreta el papel de DC Bethany Whelan. En 2015 se unió al elenco principal de The Good Fight  como Lucca Quinn, una nueva abogada en la firma de Alicia Florrick.

## Vida personal
Jumbo se casó con Sean Griffin en 2014 y tienen un hijo, Maximillian, nacido en 2018.

## Filmografía

### Cine
| Año(s) | Título                 | Papel          | Notas |
| ------ | ---------------------- | -------------- | ----- |
| 2011   | The Inbetweeners Movie | Jaime          |       |
| 2015   | Remainder              | Catherine      |       |
| 2016   | City of Tiny Lights    | Melody Chase   |       |
| 2020   | The Postcard Killings  | Dessie Lombard |       |

### Televisión
| Año(s)          | Título             | Papel             | Notas                                                     |
| --------------- | ------------------ | ----------------- | --------------------------------------------------------- |
| 2007            | My Family          | Novia             | Episodio: "Dutch Art and Dutch Courage"                   |
| 2008            | Harley Street      | Hannah Fellows    | 6 episodios                                               |
| 2009            | Torchwood          | Lois Habiba       | reparto principal (series 3: Children of Earth)           |
| 2009            | Casualty           | Zara Finchley     | Episodio: "Every Breath You Take"                         |
| 2010            | Lip Service        | Becky Love        | 6 episodios                                               |
| 2010            | Getting On         | Damaris           | 5 episodios                                               |
| 2012, 2015–2016 | Vera               | DC Bethany Whelan | reparto principal (series 2, 5–6)                         |
| 2015–2016       | The Good Wife      | Lucca Quinn       | reparto principal (temporada 7)                           |
| 2017–2021       | The Good Fight     | Lucca Quinn       | reparto principal (temporada 1-4), invitada (temporada 5) |
| 2020            | Deadwater Fell     | Jess Milner       | miniserie de TV                                           |
| 2020            | Trying             | Jane              | 2 episodios                                               |
| 2021            | The Beast Must Die | Frances Cairnes   | miniserie de TV                                           |
| 2021            | Stay Close         | Megan             | miniserie de TV                                           |

## Honores
- Orden del Imperio Británico por "Servicios al arte dramático" concedida el 8 de junio de 2019.[3]